# دييغو بيرالتا (لاعب كرة قدم)
دييغو بيرالتا (بالإسبانية: Diego Peralta) هو لاعب كرة قدم كولومبي في مركز الدفاع، ولد في 2 يناير 1985 في كوكوتا في كولومبيا. لعب مع أتلتيكو ناسيونال وأتليتيكو بوكارامانغا وإنديبندينتي ميديلين وديبورتيفو كالي.

## وصلات خارجية
- دييغو بيرالتا (لاعب كرة قدم) على موقع قاعدة بيانات كرة القدم.إي يو (الإنجليزية)
- دييغو بيرالتا (لاعب كرة قدم) على موقع Soccerway.com (الإنجليزية)
- دييغو بيرالتا (لاعب كرة قدم) على موقع AS.com (الإسبانية)